# デルタ航空1989便ハイジャック誤認事件
デルタ航空1989便ハイジャック誤認事件（デルタこうくう1989びんハイジャックごにんじけん）は、アメリカ同時多発テロ事件のさなかである2001年9月11日に発生した出来事。
ボストン発ロサンゼルス行きのデルタ航空1989便(DL1989, ボーイング767-332ER)は、アメリカ合衆国連邦政府がハイジャックされた恐れがあると考えた内の1機であったが、無事にオハイオ州クリーブランドに着陸した。

## ハイジャックの疑惑
2001年9月11日、アメリカン航空11便 (AA011)とユナイテッド航空175便 (UA175)がハイジャックされ、世界貿易センタービルに衝突した。衝突後に、ボストンの管制官は両便共にローガン国際空港発ロサンゼルス国際空港行きで、機材がボーイング767だった事に気付いた。
デルタ航空1989便もローガンからロサンゼルスへ向かう767型機だったため、ボストンの管制官は連邦航空局 (FAA)に連絡した 。FAAは、クリーブランドの管制に、1989便にハイジャックへ注意するよう伝えろと指示した。ボストン管制は1989便をレーダーで捕らえていたが、交信はしていなかった。機体は、クリーブランド管制の空域にあったため、クリーブランド管制と交信していた。
クリーブランド管制は、1989便から「ここから出ていけ (Get out of here)」や「我々は爆弾を所持している (We have a bomb on board)」という交信を聞いた。そのためFAAは、クリーブランド管制に1989便はハイジャックされた恐れがあると伝えた。
しかし、この交信は1989便の付近を飛行していたユナイテッド航空93便 (UA093)からのものであった。北東部防衛セクター (NEADS)は、9時37分にアメリカン航空77便 (AA077)がペンタゴンに衝突した後、1989便に注意を向けた。ボストン管制が、9時41分に1989便がハイジャックされた恐れがあると伝えた。9時42分にFAAは飛行中の全機に最寄りの空港へ着陸するよう指示した。NEADSは、戦闘機に1989便を追跡させ、以降着陸するまで追尾した。